# Športni ples
Ples ni šport, je pa, tekmovalno na organiziranih prireditvah. K športnim plesom spadajo standardni, breakdance in latinskoameriški plesi. Standardni plesi so angleški valček, tango, dunajski valček, slowfox in quickstep. Latinskoameriški plesi pa so samba, cha cha cha, rumba, paso doble in jive. V teh plesih se tudi tekmuje in to v različnih kategorijah: mlajši pionirji, pionirji, mlajši mladinci, mladinci, starejši mladinci, under 21 (U21) in člani.